# 꽃피는 시절
꽃피는 시절은 한국에서 제작된 최훈 감독의 1959년 영화이다. 박노식 등이 주연으로 출연하였고 송유천 등이 제작에 참여하였다.

## 출연

### 주연
- 박노식
- 이경희
- 양미희
- 복혜숙

## 제작진
- 원작자: 박진
- 조명: 함완섭
- 녹음: 최칠복
- 미술: 박석인